# 날으는 일지매
"날으는 일지매"(The Flying Il Ji-mae)는 한국에서 제작된 고호 감독의 1978년 액션 영화이다. 박희준 등이 주연으로 출연하였고 김인동 등이 제작에 참여하였다.

## 출연

### 주연
- 박희준
- 윤유선

### 조연
- 한상호
- 오영주

## 기타
- 스크립터: 김태찬
- 스크립터: 주채홍
- 녹음: 유창국
- 미술: 이봉선
- 현상: 우성칼라라보